# William Walker Atkinson
William Walker Atkinson, ps. Theron Q. Dumont, Yogi Ramacharaka; (ur. 5 grudnia 1862 w Baltimore, zm. 22 listopada 1932 w Los Angeles) – amerykański adwokat, handlowiec, wydawca i pisarz, a także okultysta i pionier ruchu New Thought.

## Życiorys
Przez ostatnich 30 lat swojego życia napisał około 100 książek. Jest autorem dzieł wydanych pod pseudonimami Theron Q. Dumont i Yogi Ramacharaka. Został wymieniony w poprzednich wydaniach Who’s Who in America i Religious Leaders of America oraz w innych podobnych publikacjach. Jego prace są drukowane nieprzerwanie mniej więcej od 1900 roku.